# Pulmonaria mollissima
Pulmonaria mollissima là loài thực vật có hoa trong họ Mồ hôi. Loài này được A. Kern. miêu tả khoa học đầu tiên năm 1878.